# Assila
Assila (in arabo أصيلة‎?, Aṣīla; in berbero: ⴰⵥⵉⵍⴰ, Aẓila; in portoghese: Arzila) è una città del Marocco, nella prefettura di Tangeri-Assila, nella regione di Tangeri-Tetouan-Al Hoceima.
La città è anche conosciuta come Assilah, Aşīlah, Asilah, Arzila.

## Storia
Assila fu conquistata nel 1471 dai portoghesi, i quali la tennero fino al 1550, anno in cui, a causa della crisi economica, dovettero abbandonarla. Dal 1912 al 1956 fece parte del Marocco spagnolo.

## Infrastrutture e trasporti
- Stazione di Assila

## Galleria d'immagini

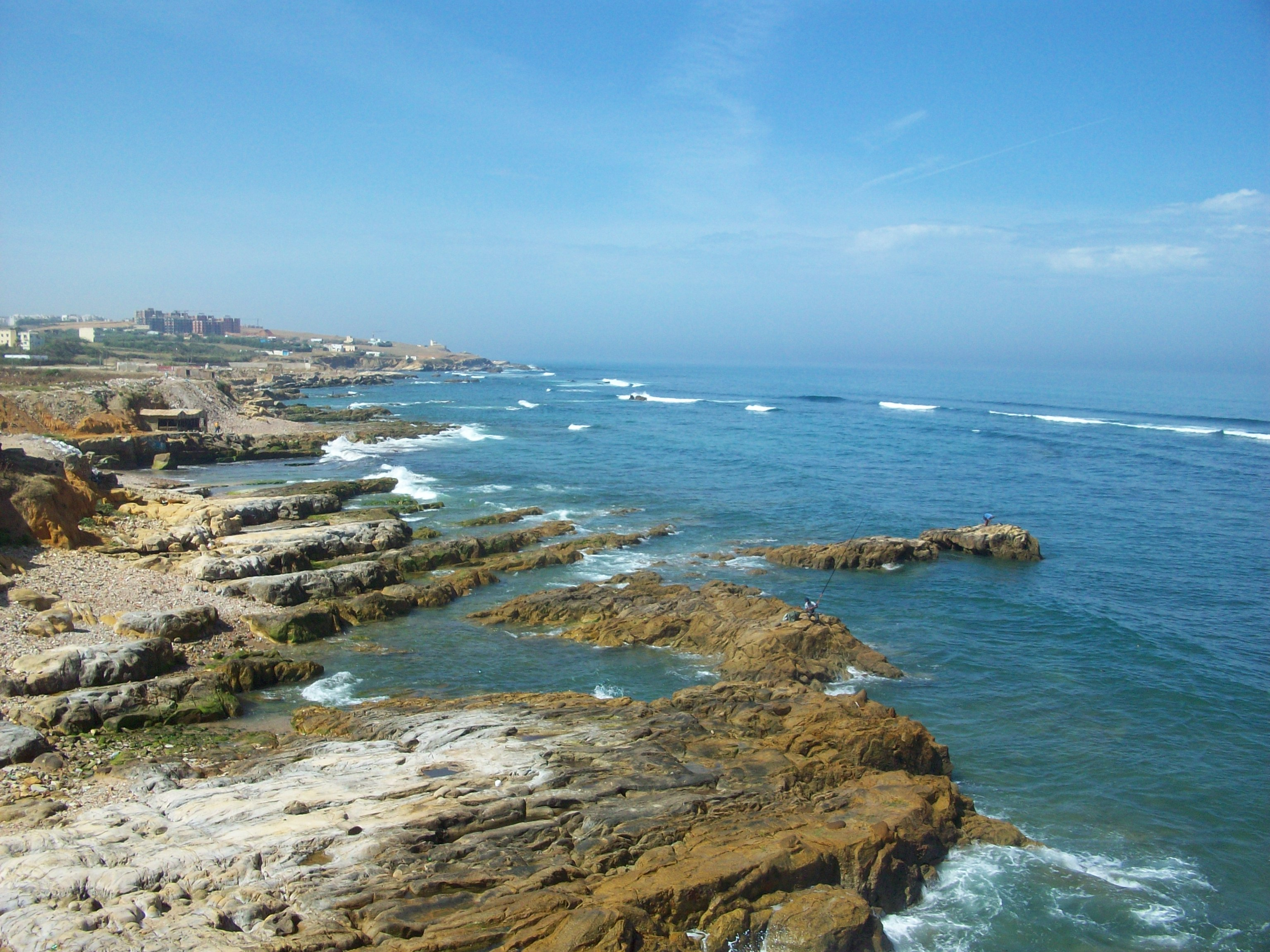
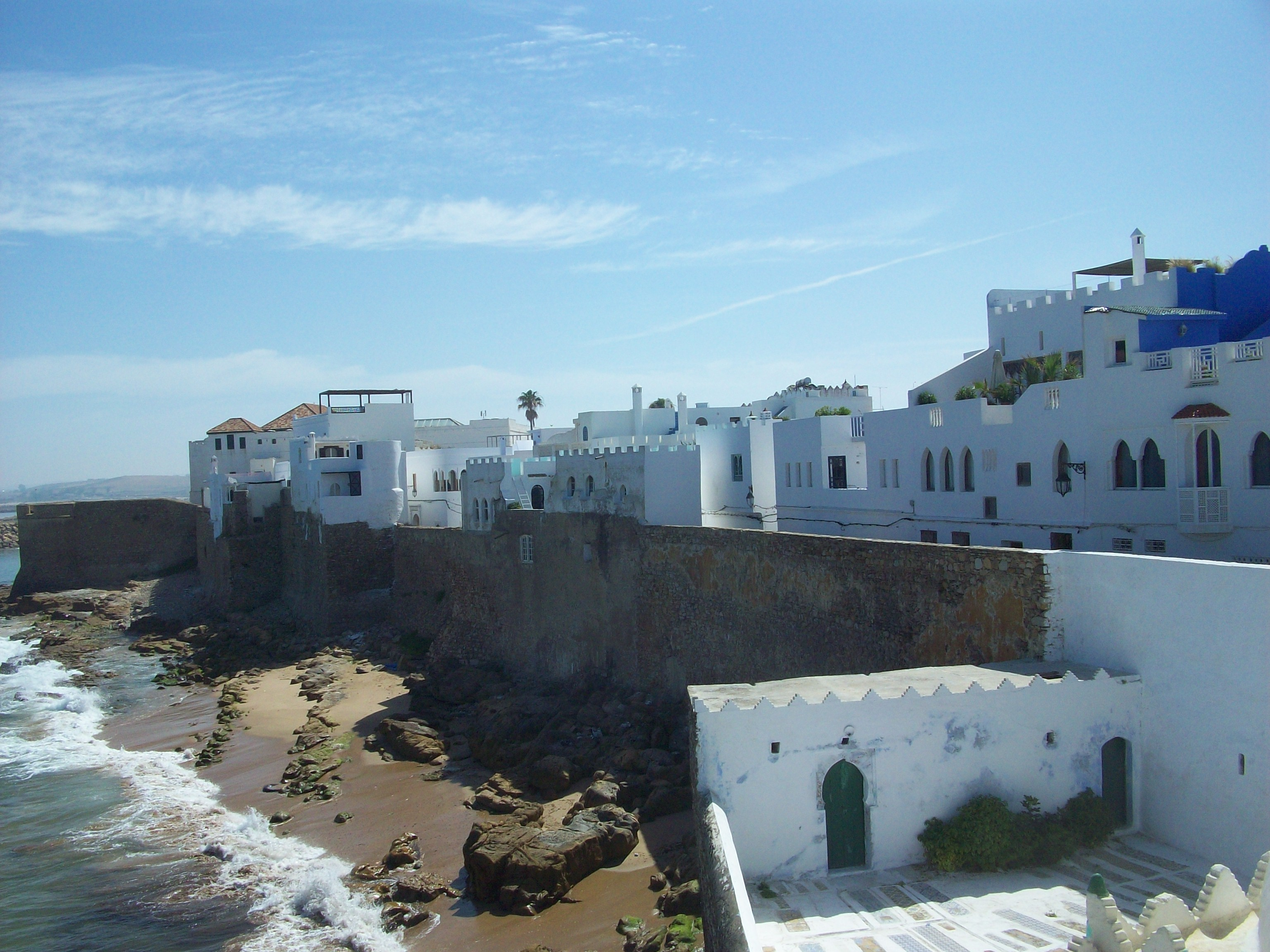
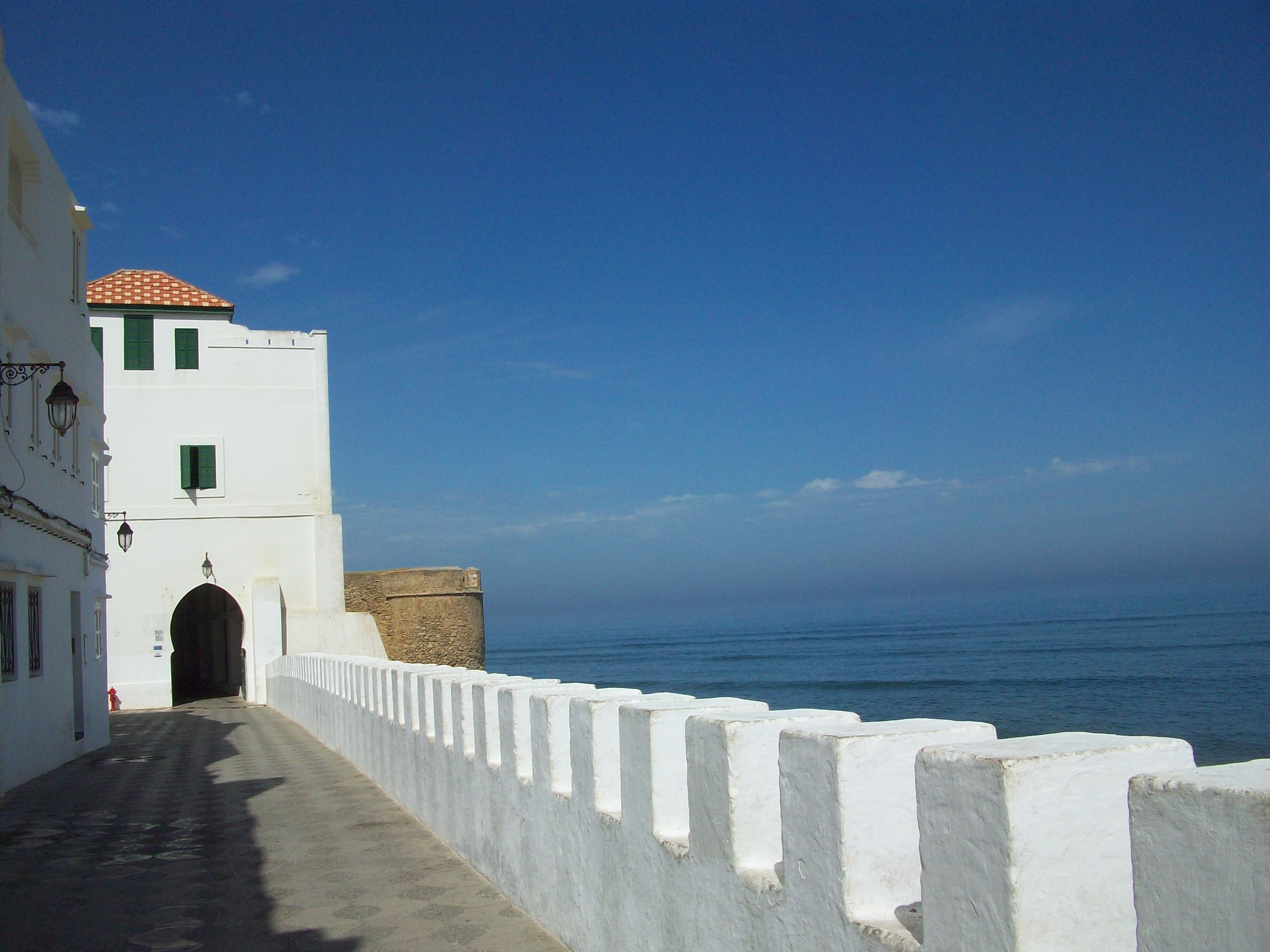
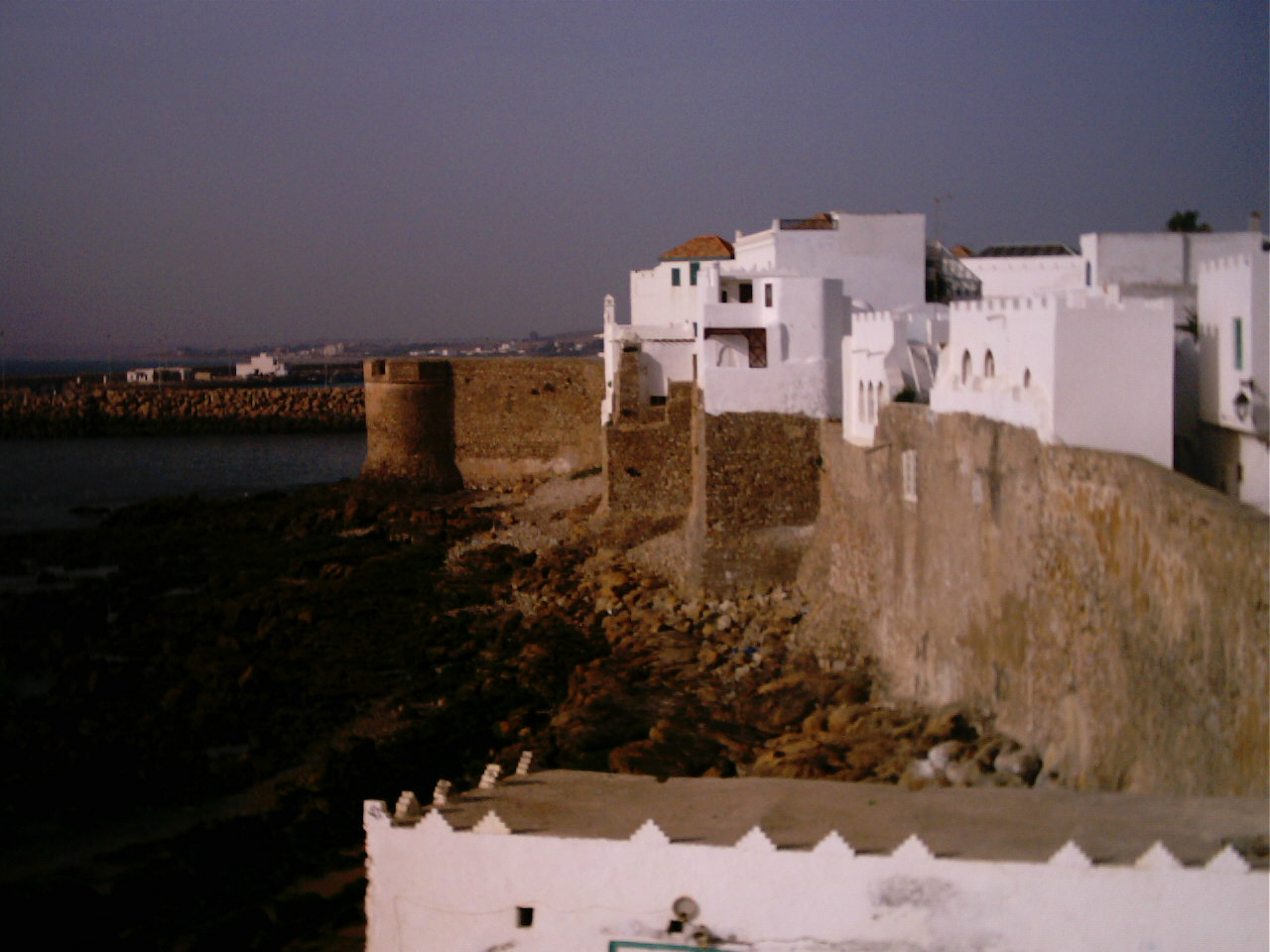
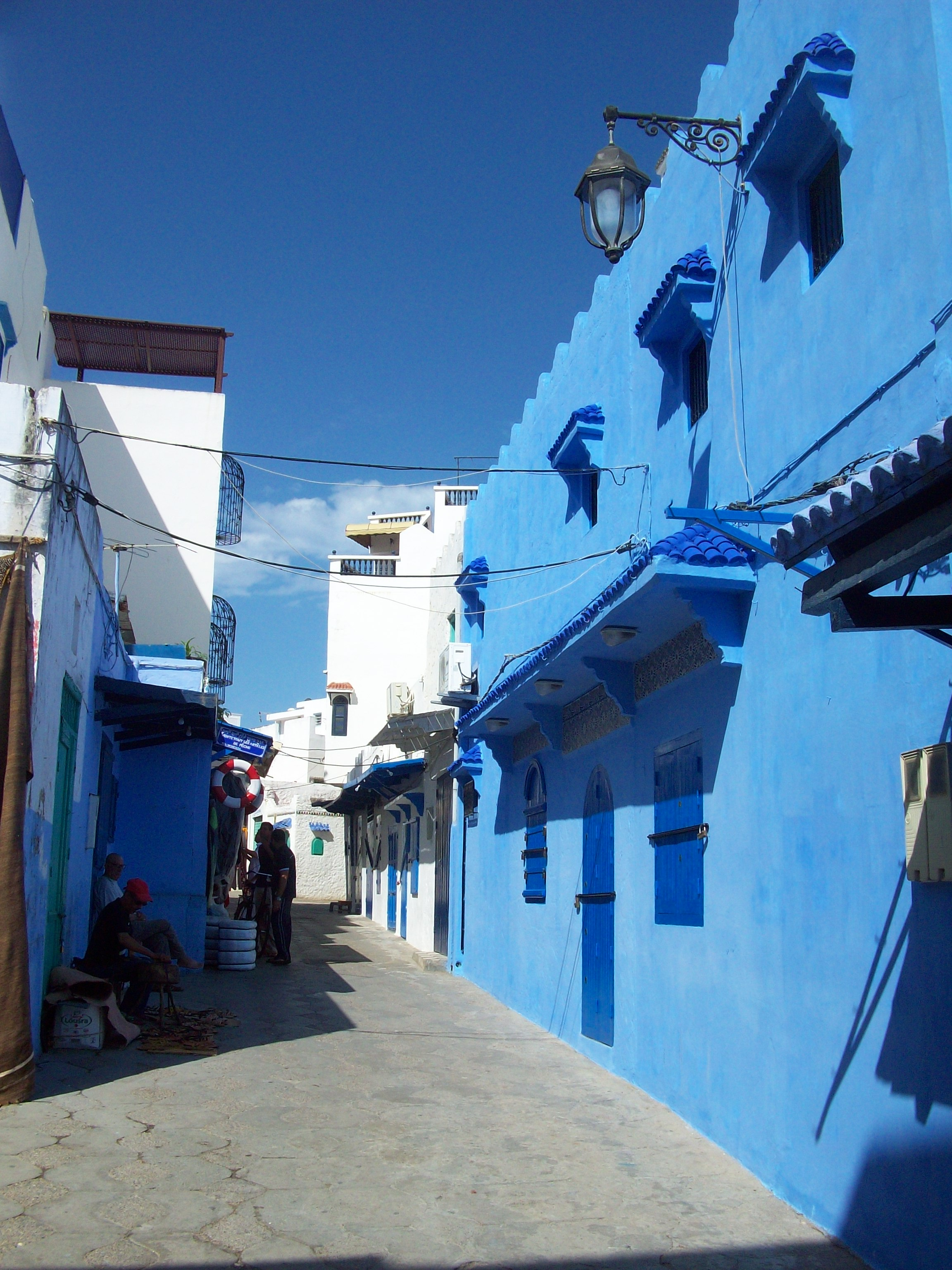
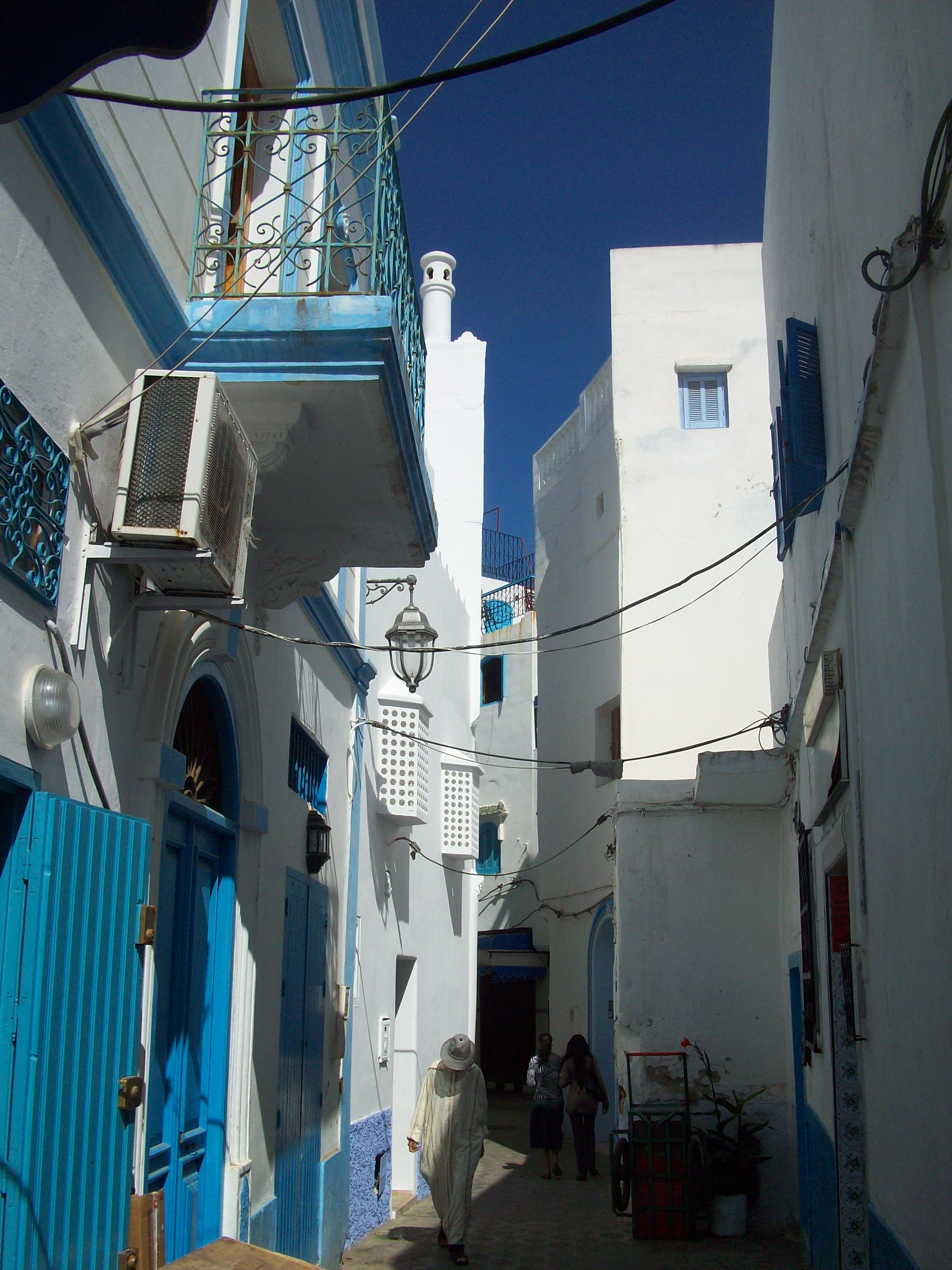
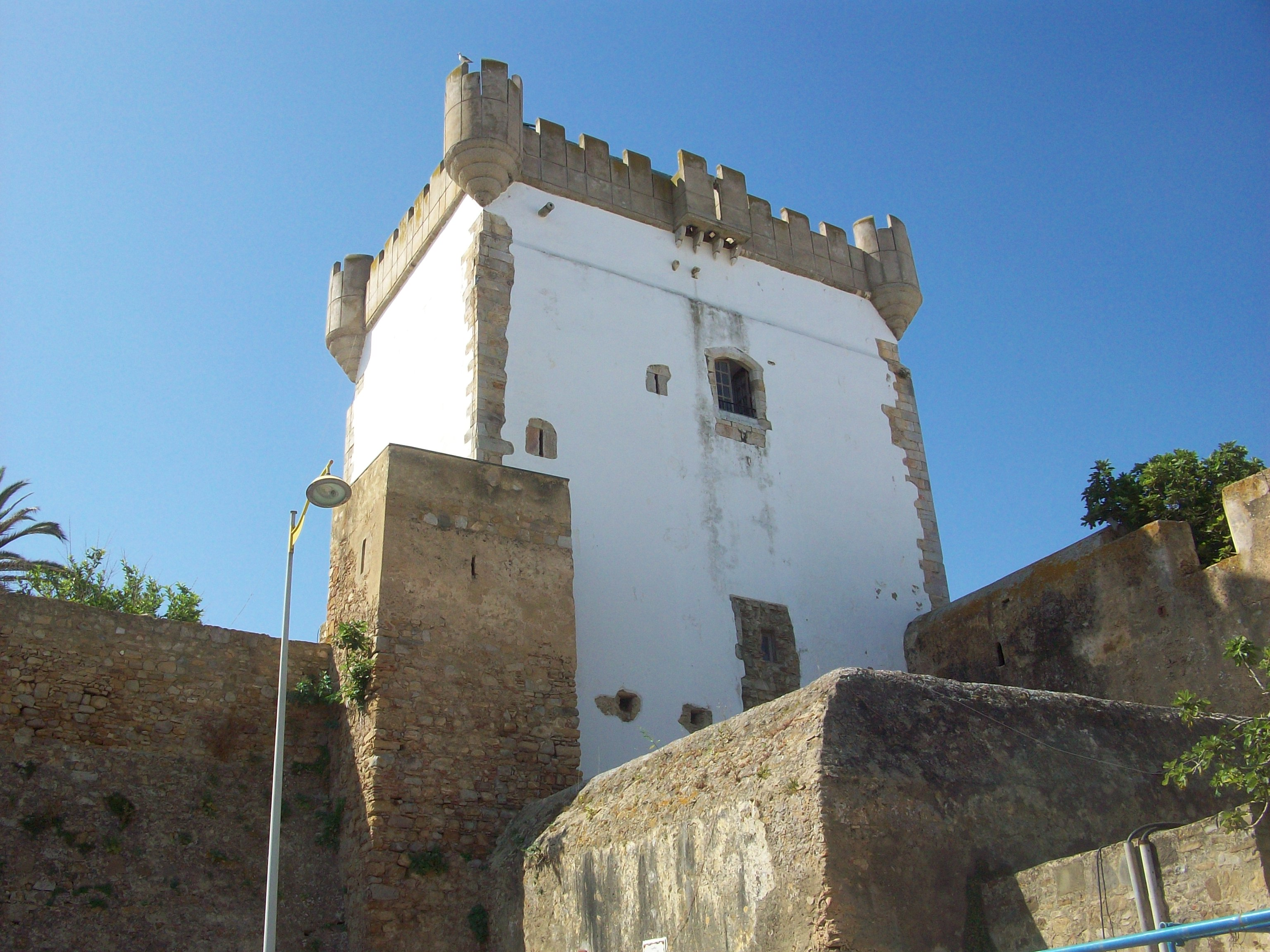
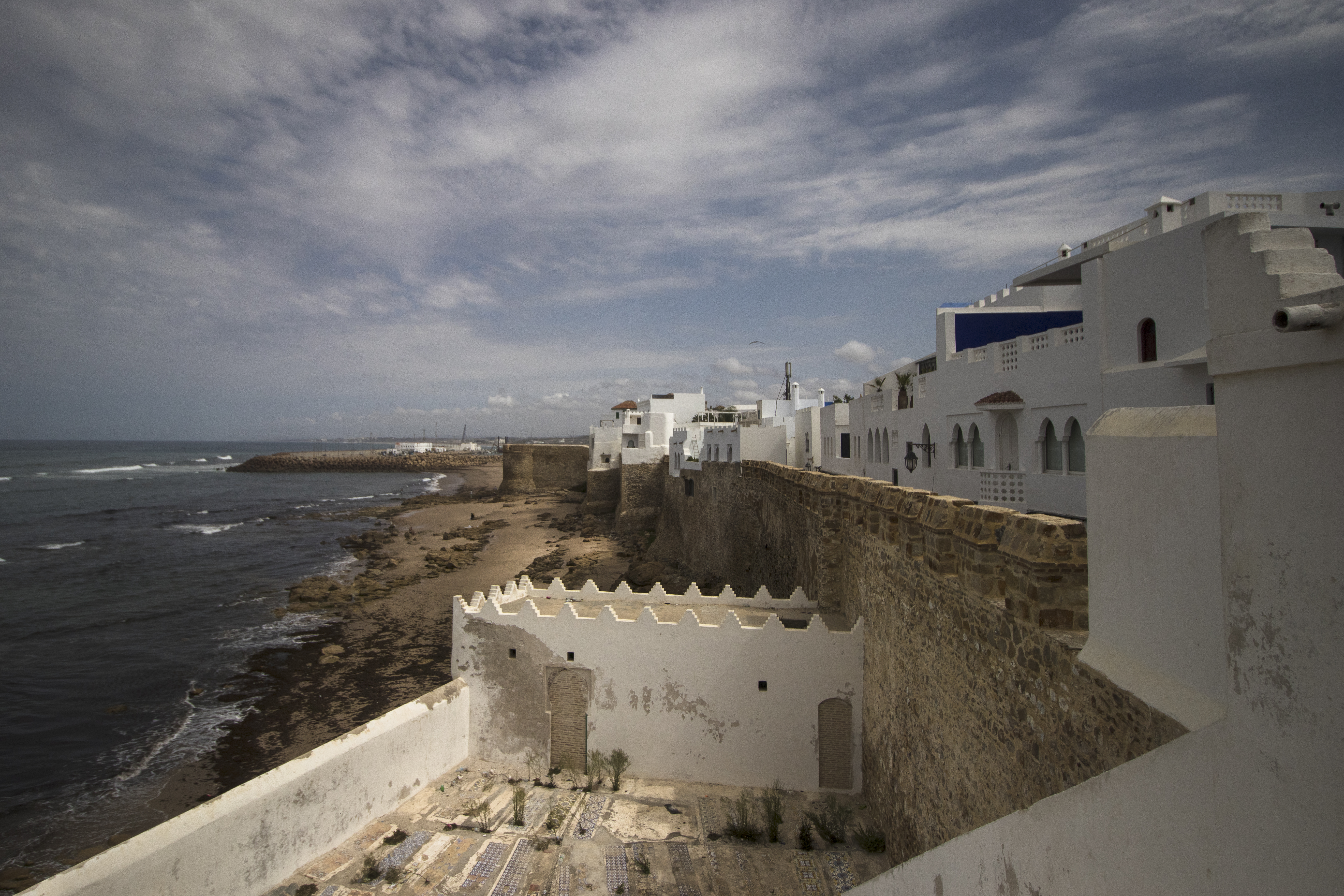
Asilah